# Supercoppa italiana 2024 (pallavolo maschile)
La Supercoppa italiana 2024, 29ª edizione della Supercoppa nazionale di pallavolo maschile, si è svolta dal 21 al 22 settembre 2024: al torneo hanno partecipato quattro squadre di club italiane e la vittoria finale è andata per la sesta volta, la terza consecutiva, alla Sir Safety Perugia.

## Formula
La formula ha previsto semifinali e finale.

## Squadre partecipanti
| Squadra            | Qualificazione                         |
| ------------------ | -------------------------------------- |
| Milano             | Finale in Coppa Italia 2023-24         |
| You Energy         | 3ª in regular season Superlega 2023-24 |
| Sir Safety Perugia | Vincitrice Coppa Italia 2023-24        |
| Trentino           | 1ª in regular season Superlega 2023-24 |

## Torneo
|  | Semifinali         | Semifinali |          |                    | Finale | Finale |  |
|  |                    |            |          |                    |        |        |  |
|  | Sir Safety Perugia | 3          |          |                    |        |        |  |
|  | Sir Safety Perugia | 3          |          |                    |        |        |  |
|  | You Energy         | 1          |          |                    |        |        |  |
|  | You Energy         | 1          |          | Sir Safety Perugia | 3      |        |  |
|  |                    |            |          | Sir Safety Perugia | 3      |        |  |
|  |                    |            | Trentino | 2                  |        |        |  |
|  | Trentino           | 3          | Trentino | 2                  |        |        |  |
|  | Trentino           | 3          |          |                    |        |        |  |
|  | Milano             | 0          |          |                    |        |        |  |

### Semifinali
| 21 settembre 2024 Palazzo Wanny, Firenze Durata: 1h:56 - Spettatori: 3 700 | Sir Safety Perugia | 3 - 1 | You Energy | 25-22, 23-25, 25-20, 25-21 |
| 21 settembre 2024 Palazzo Wanny, Firenze Durata: 1h:25 - Spettatori: 3 700 | Trentino           | 3 - 0 | Milano     | 25-20, 25-21, 25-23        |

### Finale
| 22 settembre 2024 Palazzo Wanny, Firenze Durata: 2h:06 - Spettatori: 3 800 | Sir Safety Perugia | 3 - 2 | Trentino | 25-18, 19-25, 15-25, 25-17, 15-9 |